# Ахмед Шах Ахмадзай
Ахмед Шах Ахмадзай (30 березня 1944 , Кабул  — 17 жовтня 2021 ) — афганський політичний діяч. Обіймав посаду прем'єр-міністра країни у 1995—1996 роках. За походженням — пуштун.

## Біографія
Ахмадзай народився у селищі Маланг (провінція Кабул). Вивчав технічні науки в Кабульському університеті, а згодом почав працювати в міністерстві сільського господарства. У 1972 році він вирушив на навчання до США, до Університету штату Колорадо. Він здобув ступінь спеціаліста 1975 року і став професором університету короля Файзала у Саудівській Аравії.
Після початку Афганської війни, у 1979 році, Ахмадзай повернувся на батьківщину, щоб долучитись до руху моджахедів. У цей час він наблизився до Бурхануддіна Раббані, але потім залишив угрупування та перейшов до руху, який очолював Абдул Расул Сайяф. Після усунення комуністичного режиму у 1992 році Ахмадзай обійняв посаду міністра у новоствореному уряді країни. Деякий час він обіймав посаду міністра будівництва, після чого здобув призначення на посаду голови уряду, яку обіймав до 26 червня 1996 року.
У вересні 1996 році Ахмадзай залишив країну і взяв участь у міжнародній конференції в Нью-Йорку. З тих пір він проживав в еміграції у Стамбулі та Лондоні. 2001 року, після падіння режиму руху Талібан, він повернувся на батьківщину.
Ахмадзай висував свою кандидатуру на виборах президента країни у 2004 році, але набрав тільки 0,8 % від загальної кількості голосів.